# 高興 (演員)
高興，中國電視女演員，出生於北京，北京電影學院畢業。

## 演藝經歷
2009年經導演楊玄挖掘，於電視劇《愛要有你才完美》演出，開始步上演藝之路。
2012年，赴美國深造，2014年返回中國，於《神機妙算劉伯溫》演出歌女柳幺幺一角，漸為觀眾熟知。。

## 演出作品

### 电视剧
| 首播   | 劇名               | 角色       |
| 2009年 | 《愛要有你才完美》 |            |
| 2011年 | 《香山奇緣》       | 二公主妙音 |
| 2014年 | 《生死連》         | 三姨太     |
| 2015年 | 《神机妙算刘伯温》 | 柳幺幺     |
| 2016年 | 《左手溫暖右手》   | 吳思思     |

### 电影
| 上映   | 片名         | 角色       |
| 2016年 | 《大唐玄奘》 | 高昌國王后 |

## 資料來源
1. 1 2  《大唐玄奘》定档 高兴：享受去参与历史 （页面存档备份，存于） 2016年04月12日 新浪娱乐